# Fritzing
 (septembre 2012).
Si vous disposez d'ouvrages ou d'articles de référence ou si vous connaissez des sites web de qualité traitant du thème abordé ici, merci de compléter l'article en donnant les références utiles à sa vérifiabilité et en les liant à la section « Notes et références ».

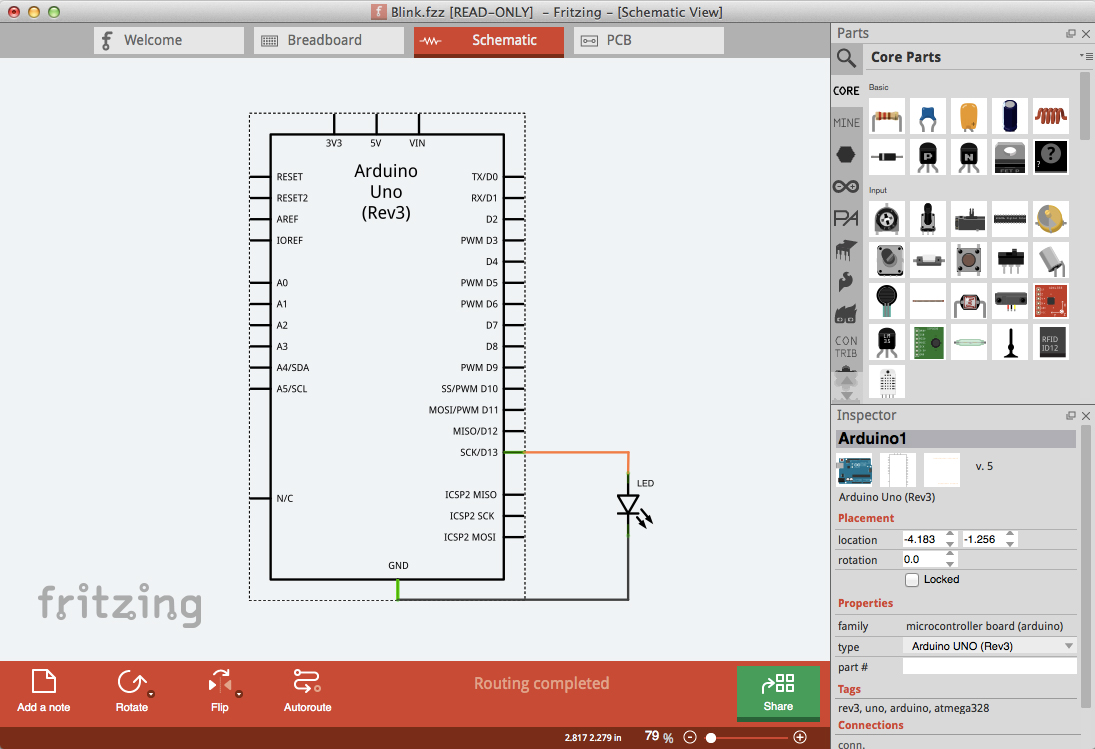

Fritzing est un logiciel libre de conception de circuit imprimé qui permet de concevoir de façon entièrement graphique le circuit et d'en imprimer le typon.

## Présentation
Se voulant dans la ligne d'Arduino et de processing, Fritzing est un projet de logiciel libre, destiné aux non-professionnels de l'électronique. Il a notamment pour vocation de favoriser l'échange de circuits électroniques libres et d'accompagner l'apprentissage de la conception de circuits.
Le logiciel conçu par la faculté de sciences appliquée de l'Université de Potsdam et dont le développement est assuré par la fondation, également nommée Fritzing, est un logiciel d'édition de circuit imprimé. Il est disponible dans seize langues dont le français , . Il est adapté aux débutants ou confirmés en électronique pour faire rapidement des circuits simples, et est également un bon outil didactique pour apprendre à bidouiller en électronique par la pratique : il est utilisable en classe à partir de 12 ans et en université.
Le logiciel comporte trois vues principales :
- La « Platine d'essai », où l'on voit les composants tels qu'ils sont dans la réalité et où l'on construit le montage.
- La « Vue schématique », représentant le schéma fonctionnel du circuit.
- Le  « Circuit imprimé », représentant la vue du circuit imprimé tel qu'il sera sorti en PDF pour être imprimé.

La bibliothèque de composants utilise des fichiers au format ouvert « Fritzing Part Format », d'extension .fzp, qu'il est possible d'augmenter. Chaque composant est défini à l'aide de 3 éléments qui doivent pouvoir s'adapter aux trois vues du logiciel :
- l'image du composant, qui peut être réalisée à partir d'une image vectorielle au format SVG (pouvant donc inclure des bitmaps au format PNG ou JPEG).
- Le symbole du composant.
- La représentation du composant sur le circuit imprimé (nombre et position des pistes).

Parmi les composants proposés par défaut, on peut citer :
- Les composants électroniques standards (résistance, diodes, transistors, etc.)
- Les circuits intégrés logiques simples les plus répandus.
- Les capteurs les plus courants (commutateur, potentiomètre, accéléromètre, détecteur de lumière, etc.)
- Les composants de sortie les plus courants (LEDs, Super LEDs, quelques écrans LCD répandus, haut-parleurs, servo-moteurs, relais, etc.)
- Différents types d'alimentations.
- Les connecteurs les plus courants (USB, Jack, DB9, MicroSD, etc.)
- La majorité des cartes Arduino répandues, dont la série des Arduino textiles.
- Différents micro-contrôleurs (Arduino, Raspberry Pi, Adafruit, etc.)
- Quelques platines d'essai (grille matérielle servant à la conception et au test de circuits électroniques).

Ce logiciel, tout en étant simple d'usage, très visuel et accompagné de didacticiels guidant pas à pas l'utilisateur, s'avère également être un logiciel complet.
- Il permet d'exporter dans les formats d'autres logiciels de conceptions de circuits imprimés répandus ; Eagle et Gerber.
- Il permet d'exporter les typons  au format PDF ou SVG afin de pouvoir les imprimer et ainsi insoler une plaque de circuit imprimé.

Une aide minimum est fournie en français et d'autres langues avec le logiciel, mais une grande partie de l'aide est en ligne directement sur le site des auteurs et uniquement en anglais.

## Historique
Voir pour référence l'historique des changements sur le site.
- Depuis la version 0.5.0b du 11/02/2011, le logiciel a gagné en maturité, et est à présent capable de produire un typon de circuit imprimé plus propre et exploitable sans retouche manuelle grâce à son nouveau auto-routeur beaucoup plus rapide et intelligent. À noter également, la possibilité de verrouiller la position de certains composants.
- Depuis la version 0.6.0b du 09/07/2011, le logiciel est à présent capable de gérer tous les composants CMS, l’auto routeur gère les vias.
- La version 0.7 ajoute Adafruit Atmega 32u et quelques autres circuits imprimés.
- La version 0.8 ajoute de nombreux circuits intégrés, de nombreux circuits imprimés de microcontrôleurs, du monde du matériel libre (Arduino, Lilypad, Teensy 3.0, Raspberry Pi) et un ensemble de composants textiles. Tous les composants peuvent être tournés sur la vue.
- La version 0.9 ajoute l'Intel Galileo, l'arduino YUM et le Linino One. Quelques corrections de Bug, et des compléments de traduction en Français, Allemand, et Ukrainien.

## Fichiers et documents

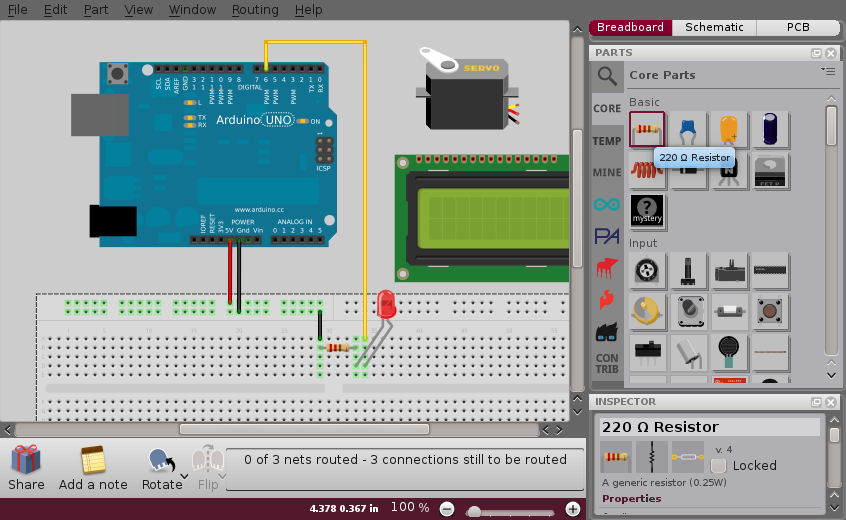
Schéma de montage avec Arduino

En plus d’accepter différents formats de fichiers tiers, Fritzing possède deux formats de fichiers libres spécifiques :
- Le format fritzing part décrivant les composants. Il est possible d'en ajouter soi-même et de les proposer sur google code[9]
- Le document général porte l'extension fzz. Il est composé d'un dossier compressé contenant un fichier au format XML décrivant le montage et les composants au format fzp.